# Grădinari (Giurgiu)
Pour les articles homonymes, voir Grădinari.
Grădinari est une commune du județ de Giurgiu en Roumanie.